# Mimomyia vansomerenae
Mimomyia vansomerenae är en tvåvingeart som beskrevs av Alexis Grjebine 1985. Mimomyia vansomerenae ingår i släktet Mimomyia och familjen stickmyggor.
Artens utbredningsområde är Madagaskar. Inga underarter finns listade i Catalogue of Life.